# مسجد شمس منتصف الليل
مسجد شمس منتصف الليل، المعروف أيضًا باسم مسجد إينوفيك أو المسجد الصغير في التندرا، هو دار عبادة إسلامية غير طائفية تقع في إينوفيك، الأقاليم الشمالية الغربية، كندا. تم بناء المسجد في 2010 للمجتمع المسلم الصغير في المدينة. هو المسجد الواقع في أقصى شمال نصف الأرض الغربي والوحيد في أمريكا الشمالية فوق الدائرة القطبية الشمالية.
تجاوز حجم المجتمع المسلم في إينوفيك مركز العبادة الأصلي، وهو عبارة عن عربة شاحنة، بحلول أواخر 2000. اشتروا أرضًا لبناء مسجد، لكن تكاليف البناء كانت باهظة جدًا. قامت مؤسسة خيرية إسلامية مقرها وينيبيغ بتمويل مسجد جاهز، تم نقله بالشاحنة إلى نهر هاي، حيث كاد أن يسقط مرتين في جدول. من نهر هاي، تم تعويمه بواسطة سفينة عبر بحيرة جريت سليف وأسفل نهر ماكينزي إلى إينوفيك، حيث تم نقله إلى موقعه الدائم على الحافة الشمالية للمدينة.
إن الاحتفالات الدينية في المسجد، والتي تقام وفقًا للتقاليد السنية على الرغم من أنها مفتوحة لجميع المسلمين، قد أدخلت بعض التعديلات في المنطقة القطبية الشمالية. في بعض السنوات، يقع رمضان، مع صيامه اليومي المطلوب أثناء النهار لمدة شهر كامل، إما خلال شمس منتصف الليل أو الليل القطبي. نظرًا لأنه من المستحيل الصيام بين شروق الشمس وغروبها، يستخدم المصلون الأوقات المقابلة لذلك اليوم في مكة، ولكن بالتوقيت المحلي. خلال شمس منتصف الليل، يعني ذلك أن وجبةإفطار رمضان المسائية التقليدية؛ يتم تناولها بينما لا تزال الشمس بالخارج.
يدير المسجد بنك الطعام إينوفيك، يتم تخزين معظمه بالطعام الحلال المتبرع به من أماكن أخرى في كندا. وهو متاح للجميع بغض النظر عن الدين، ويخدم مئات العائلات في المنطقة. يُساهم المسلمون في أماكن أخرى أيضًا بأطعمة الأضاحي في عيد الأضحى.

## أنظر أيضا
- قائمة المساجد في كندا
- مسجد نورد كمال، مسجد مبني في أقصى شمال العالم، في نوريلسك، روسيا